# ألتنشتايغ
ألتنشتايغ (بالألمانية: Altensteig) هي مدينة وبلدة ألمانية تقع في ألمانيا في بادن-فورتمبيرغ. يقدر عدد سكانها بـ 11,234 نسمة.

## المدن التوأمة
مدن بوتي (مونتانا) وبوغ سان موريس هي مدن توأمة لـآلتنشتايغ.

## أعلام
- كارل فون لوز
- والتر كريستالر
- بيتر شيندلر
- يوخن هان